# Bahnhof Bad Dürkheim
Der Bahnhof Bad Dürkheim (bis 1904 Dürkheim) ist der wichtigste Bahnhof der rheinland-pfälzischen Kreisstadt Bad Dürkheim. Er gehört der Preisklasse 4 der Deutschen Bahn AG (DB) an und verfügt über drei Bahnsteiggleise.
Neben dem Bahnhof Bad Dürkheim existieren außerdem der Haltepunkt Bad Dürkheim-Trift sowie der Bahnhof Bad Dürkheim Ost. Die Stadt liegt im Tarifgebiet des Verkehrsverbundes Rhein-Neckar (VRN) und gehört zur Tarifzone 92. Die Anschrift des Empfangsgebäudes lautet Mannheimer Straße 14.
Der Bahnhof wurde am 6. Mai 1865 als Endbahnhof der in Neustadt beginnenden Bahnstrecke eröffnet, die acht Jahre später im spitzen Winkel nach Monsheim fortgeführt wurde. Seit 1969, als der Ludwigshafener Hauptbahnhof verlegt wurde, ist dieser der einzige seiner Art in der Pfalz.
Seit 1913 endet an seinem Bahnhofsvorplatz zudem die schmalspurige Rhein-Haardtbahn aus Ludwigshafen, deren Betrieb dem einer Überlandstraßenbahn ähnelt und die seit 2008 in das Netz der Straßenbahn Mannheim/Ludwigshafen integriert ist.
Das Bad Dürkheimer Empfangsgebäude steht unter Denkmalschutz.

## Lage

### Örtliche Lage
Der Bahnhof befindet sich unweit der Innenstadt von Bad Dürkheim. Annähernd parallel zu ihm verlaufen im Süden die Straßen Am Obstmarkt und Rosmarinweg sowie im Norden die Straße Am Rathaus. Die Straße Wasserhohl kreuzt den östlichen Bahnhofsbereich. Nördlich des Empfangsgebäudes befindet sich der Bahnhofplatz, westlich davon der Busbahnhof.

### Bahnstrecken
Die Pfälzische Nordbahn kommt aus südöstlicher Richtung aus Neustadt an der Weinstraße und schwenkt in einer großen Kurve nach Westen in den Kopfbahnhof ein. In die andere Richtung verläuft sie zunächst einige 100 Meter nach Osten und schließlich nach Nordosten nach Monsheim. Die Rhein-Haardtbahn kommt aus Richtung Osten und endet in einer Wendeschleife am Bahnhofsvorplatz vor dem Empfangsgebäude.

## Geschichte

### Erste Bestrebungen für einen Bahnanschluss von Dürkheim (1835–1849)
Ursprünglich war geplant, innerhalb der damaligen Rheinpfalz zuerst eine Bahnstrecke in Nord-Süd-Richtung in Betrieb zu nehmen. Jedoch wurde vereinbart, zuerst eine Magistrale in Ost-West-Richtung zu bauen, die hauptsächlich dem Kohletransport aus der Saargegend zum Rhein dienen sollte. Östlich von Kaiserslautern standen für die Streckenführung zwei Varianten zur Diskussion, da sich die Überwindung des Pfälzerwaldes als kompliziert herausstellte.
Zunächst dachten die verantwortlichen Ingenieure an einen Streckenverlauf über Dürkheim, bei dem das Dürkheimer Tal überwunden werden sollte. Dies scheiterte jedoch an der Tatsache, dass dessen Seitentäler zu tief eingeschnitten waren und die Dampflokomotiven zeitweise hätten stehen müssen, um die Höhenunterschiede zu überwinden.
Aus diesem Grund wählten sie eine Variante über das Neustadter Tal, dessen Überwindung sich gemäß einem Gutachten zwar ebenfalls als schwierig gestalten würde, dies jedoch machbar sei und im Gegensatz zum Dürkheimer Tal sich stehende Lokomotiven vermeiden ließen. Damit rückte ein Anschluss der Stadt Dürkheim an das Eisenbahnnetz zunächst in weite Ferne.

### Entstehung der Pfälzischen Nordbahn

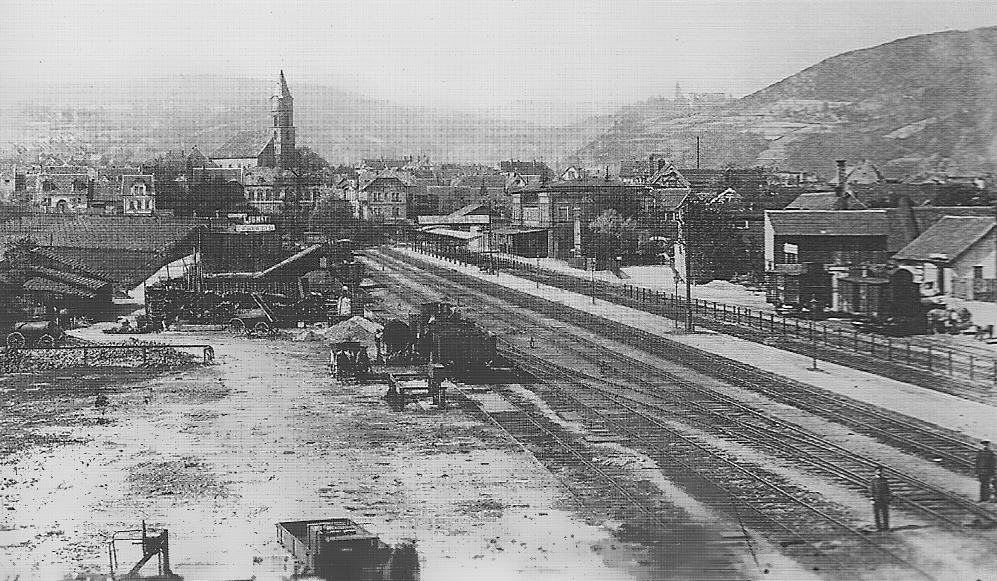
Gleisanlagen um 1900

Im Jahr 1860 bemühte sich ein Lokalkomitee um den Bau einer Eisenbahn, die von Neustadt an der Weinstraße über Bad Dürkheim bis nach Frankenthal verlaufen sollte. Vor allem die in Dürkheim ansässigen Fabriken sollten von einer Bahnlinie profitieren. Obwohl eine solche Strecke einen Parallelverkehr zur Pfälzischen Ludwigsbahn und der Bahnstrecke Mainz–Ludwigshafen bedeutet hätte, waren die Initiatoren dahingehend optimistisch, dass die geplante Strecke aufgrund ihrer größeren landschaftlichen Reize bevorzugt würde.
Die entsprechende Petition stieß jedoch auf keinerlei Resonanz, da Schwierigkeiten mit der Pfälzischen Ludwigsbahn-Gesellschaft befürchtet wurden. Aus diesem Grund wurde am 25. Januar 1862 die Einigung erzielt, dass lediglich eine Lokalbahn zwischen Neustadt und Bad Dürkheim gebaut werden solle. Nachdem am 22. August selben Jahres die Konzession erfolgt worden war, wurde zwei Monate später die Neustadt-Dürkheimer Eisenbahn-Gesellschaft gegründet, die als Betreiberin der Strecke vorgesehen war.
Der Bahnhof der zunächst 13,9 Kilometer langen Strecke wurde am 6. Mai 1865 als Teil der Strecke Neustadt–Bad Dürkheim eröffnet. Der Weiterbau in das damals hessische Monsheim, der bereits 1863 Gegenstand von Verhandlungen war, verzögerte sich aufgrund des hügeligen Terrains. Nachdem am 20. März 1873 der Verkehr zwischen Monsheim und Grünstadt freigegeben werden konnte, war ab dem 20. Juli der Lückenschluss bis Dürkheim vollendet. Dabei wurde darauf verzichtet, den Bahnhof, der acht Jahre lang Endpunkt der Strecke gewesen war, zu verlegen, stattdessen fungierte er ab 1873 als Kopfbahnhof.
In diesem Zusammenhang erhielt der Bahnhof ein neues Empfangsgebäude, da das ursprüngliche lediglich als Provisorium gedacht war. Letzteres wurde zeitgleich am Landauer Westbahnhof entlang der 1874 und 1875 eröffneten Bahnstrecke Landau–Zweibrücken wiederaufgebaut. Nachdem die Stadt ab 1904 offiziell „Bad Dürkheim“ hieß, wurde die Bahnhofsbezeichnung entsprechend abgeändert.

### Weitere Entwicklung

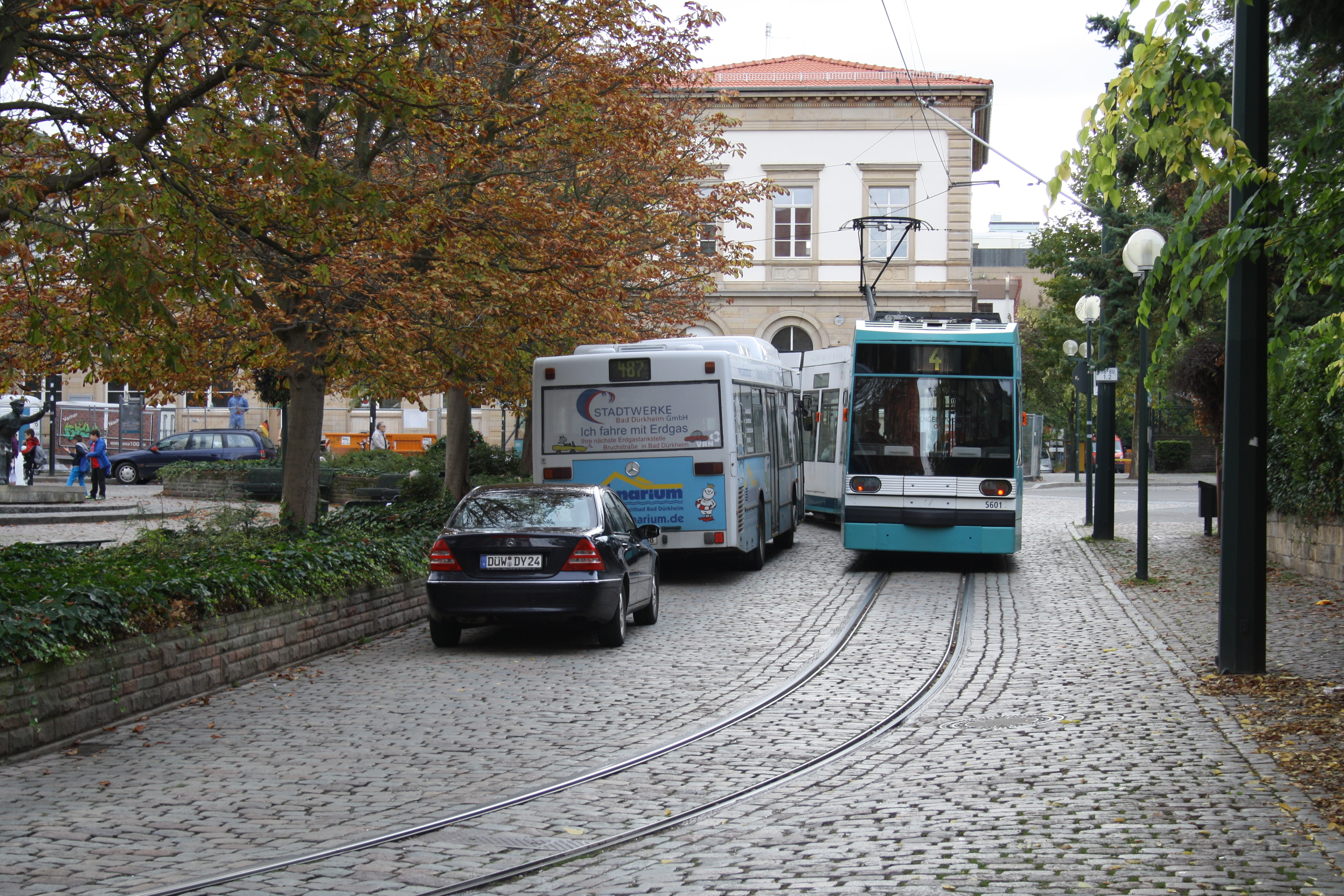
Zug der Rhein-Haardtbahn auf dem Bahnhofsplatz

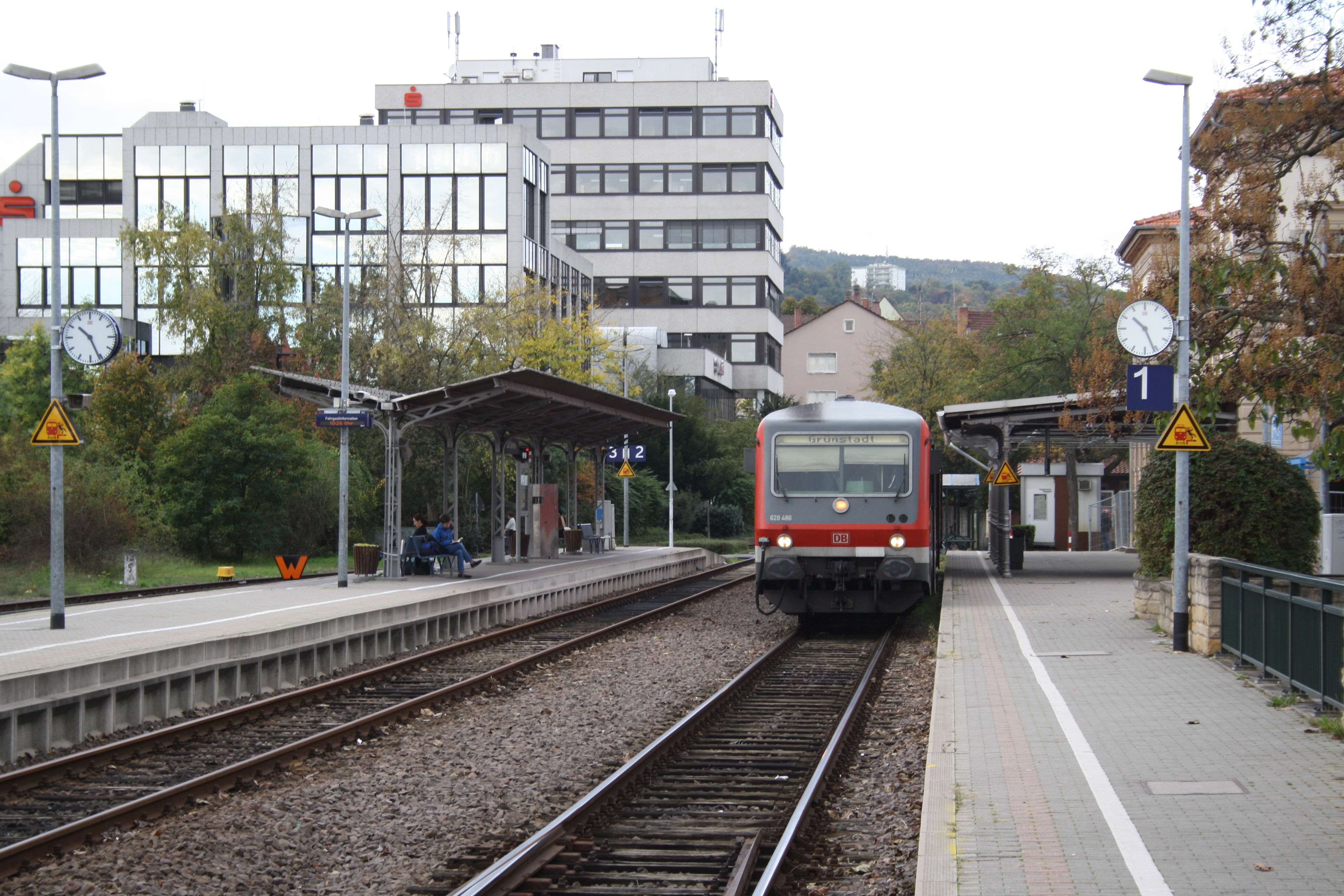
Gleisseite mit Triebwagen der DB-Baureihe 628, 2014

Anfang des 20. Jahrhunderts erhielt der Bahnhof wie alle Bahnhöfe in der Pfalz Bahnsteigsperren. Während dieser Zeit wurde der Bahnhof von der Betriebs- und Bauinspektion Neustadt verwaltet und war Sitz einer Bahnmeisterei. 1913 wurde die Bahnstrecke Bad Dürkheim–Ludwigshafen-Oggersheim der Rhein-Haardtbahn GmbH eröffnet, die auf dem Bahnhofsplatz beginnt. Die zwischen Ludwigshafen-Oggersheim und Bad Dürkheim als Eisenbahn konzessionierte Bahn verkehrt innerhalb Bad Dürkheims ähnlich einer Straßenbahn auf Rillenschienen. Sie entstand anstatt einer direkten Eisenbahnverbindung der Staatsbahn zwischen Bad Dürkheim und Ludwigshafen am Rhein.
1922 erfolgte die Eingliederung des Bahnhofs in die neu gegründete Reichsbahndirektion Ludwigshafen. Ein Jahr später wurden die am Bahnhof beschäftigten Eisenbahner im Zuge des von Frankreich durchgeführten, bis 1924 dauernden Regiebetriebes ausgewiesen. Danach kehrten sie zurück. Im Zuge der Auflösung der Ludwigshafener Direktion wechselte er zum 1. April 1937 in den Zuständigkeitsbereich der Direktion Mainz; zu dieser Zeit unterstand er dem Betriebsamt (RBA) Neustadt und der Bahnmeisterei Bad Dürkheim.
Die französische Besatzungsmacht ordnete nach dem Zweiten Weltkrieg alle Bahnanlagen im nördlichen Teil ihrer Besatzungszone der Eisenbahndirektion Mainz zu. Seit der Stilllegung des ehemaligen Kopfbahnhofs in Ludwigshafen in den 1960er Jahren ist er der einzige Kopfbahnhof der Vorderpfalz. Mit der schrittweisen Auflösung der Bundesbahndirektion Mainz in den Jahren 1971/72 fiel die Zuständigkeit für den Bahnhof zum 1. Juni 1971 an die Bundesbahndirektion Karlsruhe.
Um 1970 wurden die Bahnsteigsperren aufgehoben. Ende der 1980er Jahre zog die DB in Erwägung, den Streckenabschnitt Bad Dürkheim–Freinsheim samt dem Bahnhof Erpolzheim stillzulegen, was jedoch durch die Inbetriebnahme des zwischen Bad Dürkheim und Erpolzheim befindlichen Haltepunktes Bad Dürkheim-Trift im Jahr 1989 obsolet wurde. Seit 1990 ist der Bahnhof Bestandteil des Verkehrsverbundes Rhein-Neckar (VRN).

## Bauwerke
Das in den Jahren 1872 und 1873 errichtete Empfangsgebäude steht unter Denkmalschutz. Es handelt sich dabei um einen spätklassizistischen Bau aus Sandstein auf H-förmigem Grundriss mit drei Flügeln. Es ist darüber hinaus als H0-Modell der Firma Faller für Modelleisenbahnen erhältlich.

## Betrieb

### Personenverkehr
Unmittelbar nach der durchgehenden Eröffnung der Nordbahn im Jahr 1873 fuhren die Personenzüge über Monsheim hinaus bis nach Marnheim an der Bahnstrecke Langmeil–Monsheim.
Im Bahnhof Bad Dürkheim mit drei Bahnsteiggleisen halten zurzeit ausschließlich Regionalzüge. Im 30–60-Minuten-Takt verbindet die Regionalbahnlinie 45 den Bahnhof mit der Stadt Neustadt an der Weinstraße sowie mit Freinsheim. Teilweise verkehrt die in Freinsheim endende Regionalbahn weiter nach Grünstadt bzw. Monsheim. Am Wochenende und an Feiertagen im Sommer verkehrte bis 2023 ein Ausflugszug mit dem Namen „Elsass-Express“ von Mainz über Bad Dürkheim nach Wissembourg.
| Linie | Linienverlauf                                                 | Takt                                              |
| ----- | ------------------------------------------------------------- | ------------------------------------------------- |
| RB 45 | Neustadt – Bad Dürkheim – Freinsheim (– Grünstadt – Monsheim) | 30–60 min (nach Grünstadt/Monsheim einzelne Züge) |

Außerdem liegt vor dem Bahnhof die Wendeschleife der Bahnstrecke Bad Dürkheim–Ludwigshafen-Oggersheim. Auf dieser Strecke verkehren die Linien 4/4A und an Sonn- und Feiertagen 9 der Straßenbahn Mannheim/Ludwigshafen, letztere aufgrund von Bauarbeiten 2024 nicht.
| Linie | Linienverlauf | Takt              |
| ----- | --- | ----------------- |
| 4 A   | Bad Dürkheim – Ellerstadt – Maxdorf – Oggersheim – Ludwigshafen – Mannheim – Mannheim-Waldfriedhof/ – Mannheim-Käfertaler Wald | 20 min (werktags) |
|       | Stand: 10. Dezember 2023 |                   |

### Güterverkehr

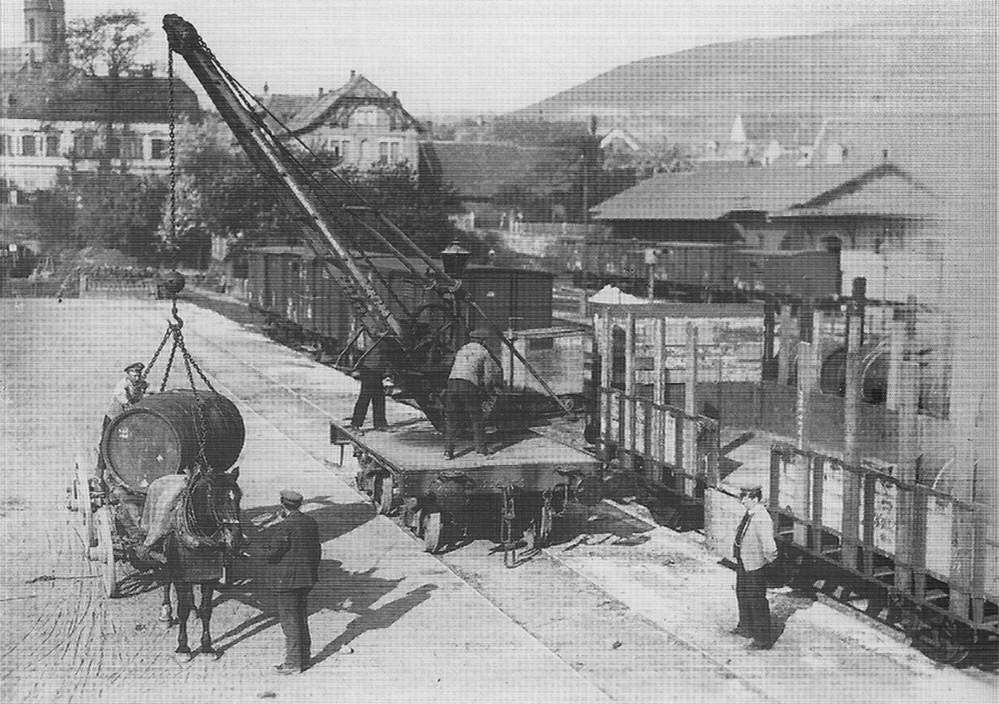
Verladung von Weinfässern im Bahnhof um 1905

Anfang des 20. Jahrhunderts wurden Güterzüge der Relation Neustadt–Monsheim eingesetzt. Im Bahnhof spielte jahrzehntelang die Verladung von Weinflaschen und -fässern eine wichtige Rolle. Im Herbst hatte die Verladung von Zuckerrüben große Bedeutung. 1975 wurde die Güterabfertigung geschlossen. Der Bahnhof selbst verfügte bis dahin für die Rangierarbeiten über eine Kleinlokomotive der Leistungsgruppe 1. Seither bedienten Übergabezüge den Bahnhof, der zu dieser Zeit keinen eigenständigen Gütertarifpunkt mehr bildete. Seine Bedienung fand vom Neustadter Hauptbahnhof statt, als dessen Satellit er fungierte. Inzwischen kam der Güterverkehr vor Ort komplett zum Erliegen.